# Sinfonia concertante
La sinfonia concertante è una forma musicale originaria del classicismo e ibrida tra due forme sonata, la sinfonia e il concerto:
- è un concerto in quanto ha uno o più solisti, che nel classicismo erano solitamente più di uno
- è una sinfonia in quanto non pone in particolare risalto i solisti: vi è l'impressione che tutto l'insieme sia alquanto sinfonico con qualche intervento solista che domina esplicitamente l'orchestra, a differenza del concerto, che letteralmente significherebbe battaglia, in cui il ruolo del solista è quello di sfidare l'orchestra tentando di dimostrare che egli può fare ciò che suona tutta l'orchestra

## Classicismo
Fino al periodo barocco, le differenze tra concerto e sinfonia non erano propriamente chiare. Il termine sinfonia era anche usato per identificare un'ouverture di un lavoro teatrale o di un oratorio; per esempio, Antonio Vivaldi scriveva concerti senza solisti discernibili, i quali stilisticamente presentano poche differenze se comparati alle sue sinfonie. Il corrispondente genere barocco alla sinfonia concertante è il concerto grosso.
Durante il classicismo venne definito il significato sia della sinfonia che del concerto (e il concerto grosso scomparve completamente), i quali furono molto in voga negli ultimi decenni del XVIII secolo, soprattutto tra i compositori della scuola di Mannheim e altri, come Johann Christian Bach, Franz Joseph Haydn e Wolfgang Amadeus Mozart.
La sinfonia concertante, spesso considerata (anche se impropriamente) figlia del concerto grosso, ebbe origine negli anni '70 del settecento proprio grazie all'opera dei compositori della cosiddetta scuola di Mannheim, come Theodor von Schacht, Leopold Kozeluch e altri, e di J. C. Bach, il quale ne scrisse oltre una ventina e pubblicò le sue prime a Parigi verso i primi anni '70. Mozart venne a contatto con questo genere musicale nel 1777 quando visitò la città di Mannheim e il suo ambiente artistico; egli stesso scriverà in seguito due famose sinfonie concertanti:
- Sinfonia concertante per violino, viola e orchestra (autentica)
- Sinfonia concertante per oboe, clarinetto, corno, fagotto e orchestra (dubbia)

Vi si cimentarono anche Haydn, con tre sinfonie concertanti, e Ludwig van Beethoven, che realizzò con il suo famoso Triplo concerto una composizione di struttura affine.
La sinfonia concertante ebbe il suo periodo di fioritura nel classicismo e precisamente tra il 1770 e il 1830, durante il quale periodo vennero scritti almeno 570 lavori di questo tipo da 210 compositori circa, dei quali 70 erano francesi o compositori stabilitisi in Francia.

## Romanticismo
Pochi compositori chiamavano ancora le loro composizioni sinfonia concertante dopo il classicismo. Tuttavia alcuni, come nel caso della sinfonia per viola e orchestra Aroldo in Italia di Hector Berlioz, sperimentarono questo genere.